# 아카데미 오브 컨트리 뮤직
아카데미 오브 컨트리 뮤직(Academy of Country Music)은 캘리포니아 로스앤젤레스에 본부를 둔 미국의 컨트리 뮤직 조직이다.

## 아카데미 오브 컨트리 뮤직 어워드
아카데미 오브 컨트리 뮤직 어워드(Academy of Country Music Awards)는 1965년에 제 1회 시상식을 하고 이후 매년 5월에 개최되는 컨트리 음악 상이다. 현재는 CBS에서 생방송되고있다. 시상식은 라스베이거스의 MGM 그랜드 가든 아레나에서 개최된다. CMA 상과 함께 컨트리 음악계 최대의 상이다.

## 같이 보기
- 컨트리 음악 협회
- 그랜드 올 오프리